# 鳥の言葉

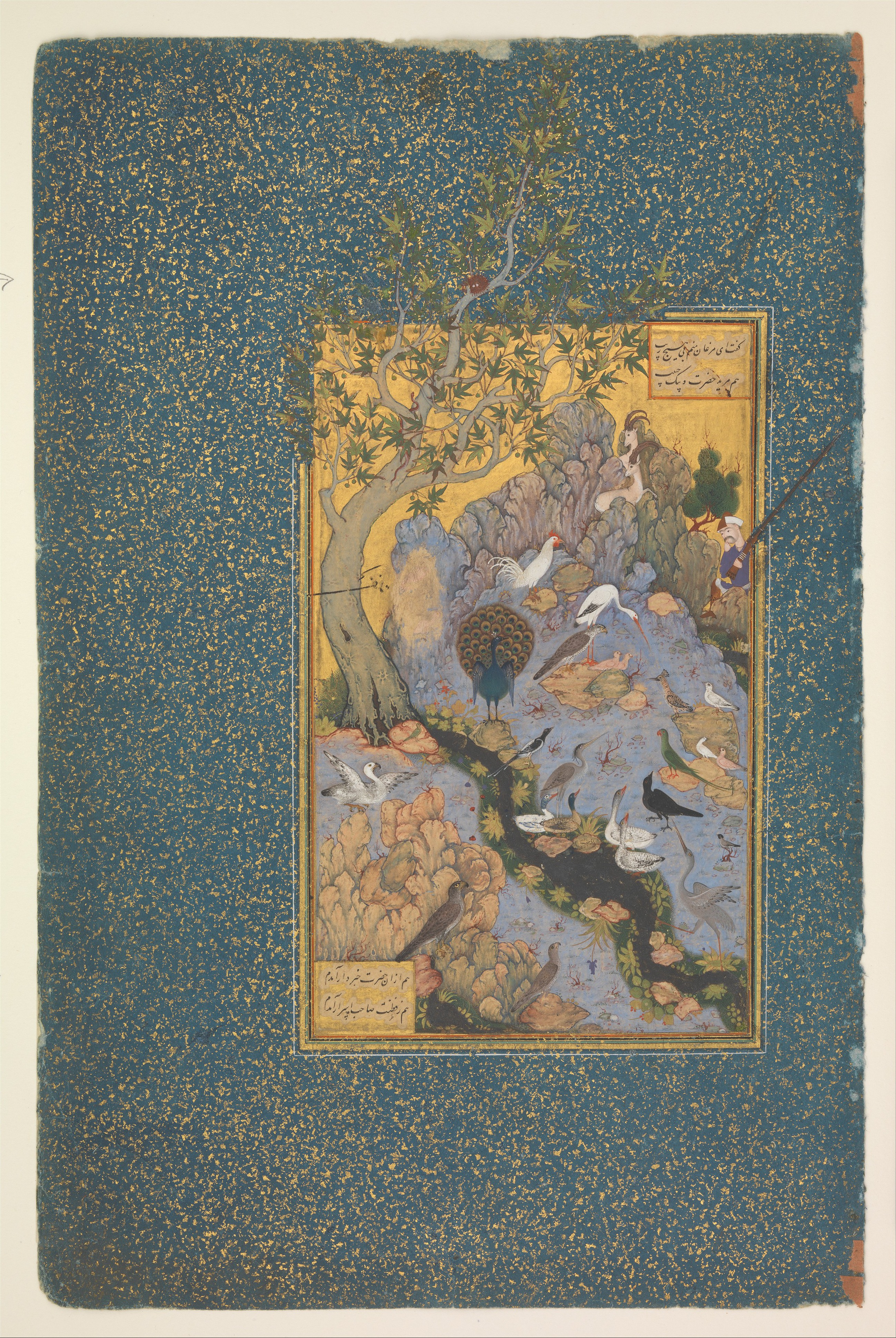
17世紀にサファヴィー朝で作成されたミニアチュール (en) の中に描かれた、『鳥の言葉』第2章の冒頭部分。

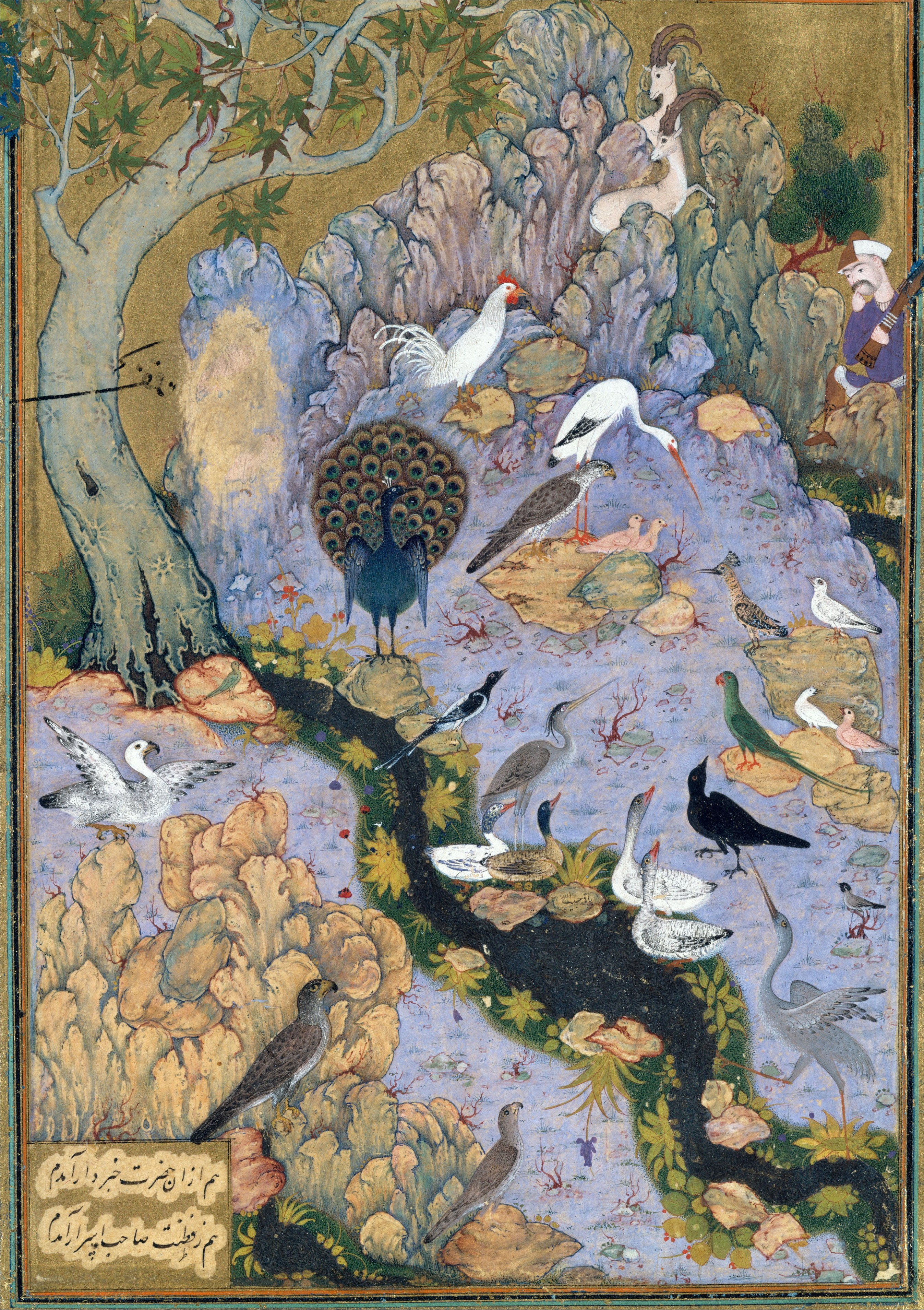
上の画像の一部を拡大。中央右の岩の上でヤツガシラの発議。
ヤツガシラがスーフィズムの道を志す他の鳥たちに教授している。「（ヤツガシラは）言った、『おお、鳥たちよ、私は疑いなく陛下の弟子でもあり、不可視界の使者でもある…』」（『鳥の言葉』第2章の冒頭）

『鳥の言葉』（とりのことば。アラビア語: منطق الطير Manṭiq al-Ṭayr ）または『鳥たちの集会』（とりたちのしゅうかい）（英語: Speech of the Birds または Conference of the Birds）は、12世紀末の詩人ファリードゥッディーン・アッタールによって1177年頃にペルシア語で書かれた、約4千5百対句（バイト）に及ぶ長編詩である。アッタールは作品のなかで『鳥の言葉』以外にも『鳥たちの階梯』（アラビア語: مقامات الطیور Maqāmāt al-Ṭuyūr ）とも呼んでいる。アッタールの韻文作品のうちの代表作であり、前近代では『鳥たちの書』（アラビア語: طيور نامه Ṭuyūr Nāma ）とも呼ばれた。
本作は各詩句の半句（ミスラーウ）ごとに末尾で押韻するマスナヴィー詩形で作られている。しかし、同じペルシア語のマスナヴィー詩形の叙事詩・抒情詩の代表的な作品であるフェルドウスィーの『シャー・ナーメ』やサアディー『果樹園（ブースターン）』がムタカーリブ体の韻律で作られているのに対して、アッタールはラマル体（Ramal）の韻律、しかも正調（Ramal-i musamman-i sālim）ではなく変調のラマル体（Ramal-i musaddas-i maqṣūr：ーUーU/ーUーー/ーUーー/：＊ーが長音、Uが単音）を用いていた。なお、アッタールはイラン北東部のホラーサーン地方の首府であったニーシャープールの出身であるため、「ニーシャープールのアッタール」の意味で単にアッタール・ニーシャープーリーとも呼ばれる。

## 解説
書名の『鳥の言葉』（Manṭiq-uṭ-Ṭayr）とはクルアーン第27章（蟻の章）16節の「スライマーンはダーウードの後を継いで言った、『人びとよ、わたしたちは鳥の言葉を（ مَنْطِقَ الطَّيْر manṭiqa 'ṭ-ṭayr-）を教えられ…』」に由来している。詩の中では、世界中の鳥たちが、今はいない彼らの王には誰がなるべきかを決めるために集まる。彼ら全ての中で最も賢いヤツガシラが、伝説的な鳥スィーモルグ（神秘的なペルシアの鳥で、西方のフェニックスにほぼ相当する鳥）を自分達は探し出すべきだと提案する。ヤツガシラは鳥たちを先導するが、これらの鳥たちはそれぞれが、人間が悟りに達するのを妨げる人間的な欠点を象徴している。
旅立った数千羽の鳥たちは、7つの谷を越え、溺死の危険にさらされながら海を越え、時には太陽の熱に痛めつけられた。苦しい旅の間に多くの鳥たちが次々に脱落していった。しかし30羽の鳥たちの一団が、スィーモルグの住む山についに辿り着いた。そのとき彼らは、自分達の一団にスィーモルグが宿り、自分達自身がスィーモルグであることに気付く。彼らは皆、スィーモルグを見れば30羽の鳥（スィー・モルグ）を見、お互いを見れば皆が同じ30羽の鳥（スィー・モルグ）であることを見いだすのである。30羽の鳥たちの旅は、彼らが神であるスィーモルグの中に消えて一体化して終わる。
黒柳によれば、鳥たちは神との一体化を望む神秘主義者の、世界の果てにあるカーフ山にいる王たる鳥は神の隠喩であるという。また鳥たちが経験する苦難の旅は、神秘主義の修行の厳しさとそのために途中で断念する者の多さを反映したものであるという。
ペルシア語で「30羽の鳥」を意味している語「sī murgh（「30 (sī)」 ＋「鳥 (murgh)」）は、スィーモルグ (Sīmurgh) を意味するとも解釈できる。この詩は、しばしばスーフィズムの文学 (en) でも見つかる表象である「スィーモルグ」と「30羽の鳥」の2つの語での巧妙な言葉遊びを用いた、ペルシア語詩 (en) で最も有名な作品の一つである。

## 日本語訳
- アッタール 『鳥の言葉 - ペルシア神秘主義比喩物語詩』 黒柳恒男訳、平凡社〈東洋文庫 821〉、2012年5月。ISBN 978-4-582-80821-6。

## 参考文献

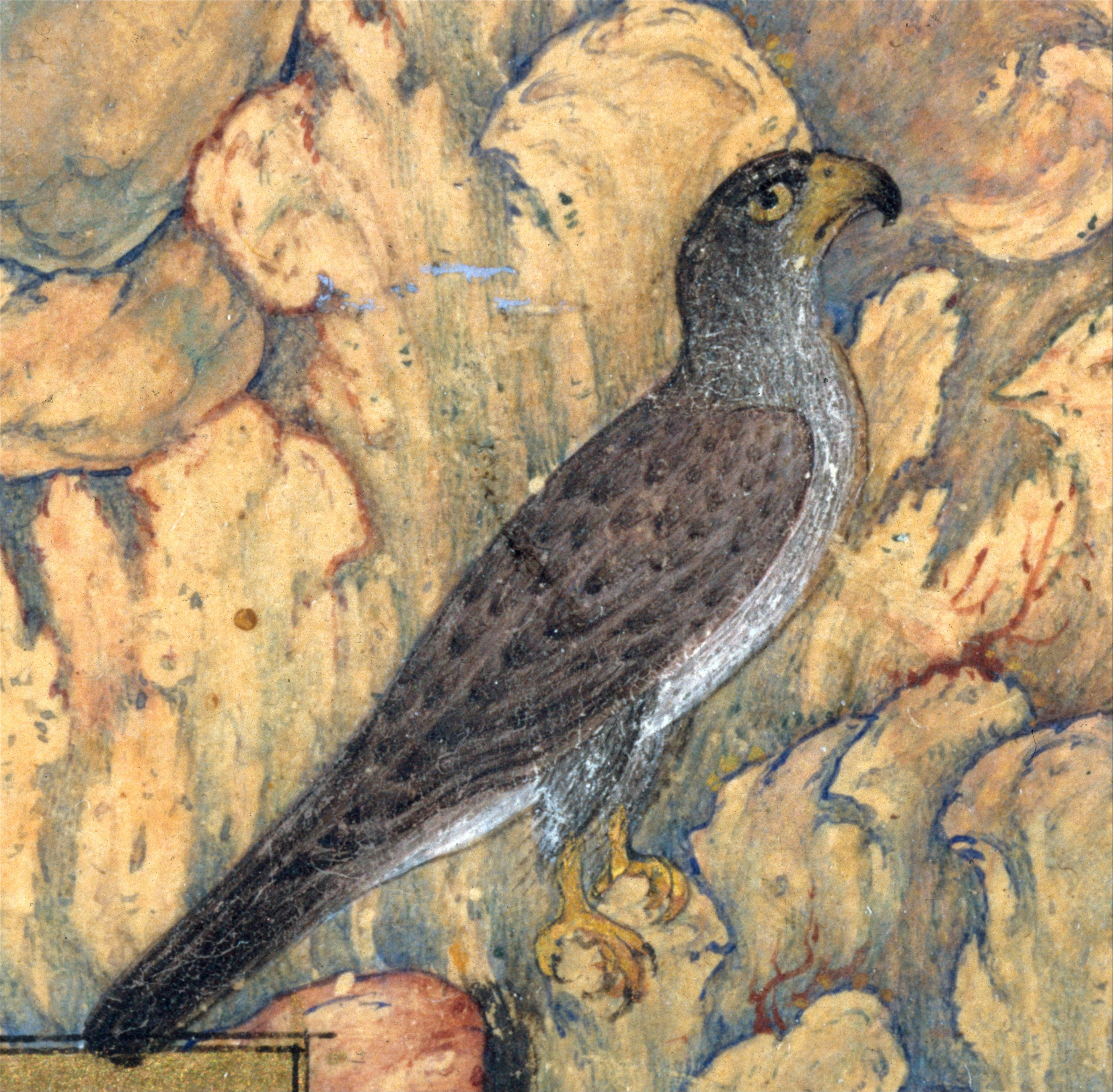
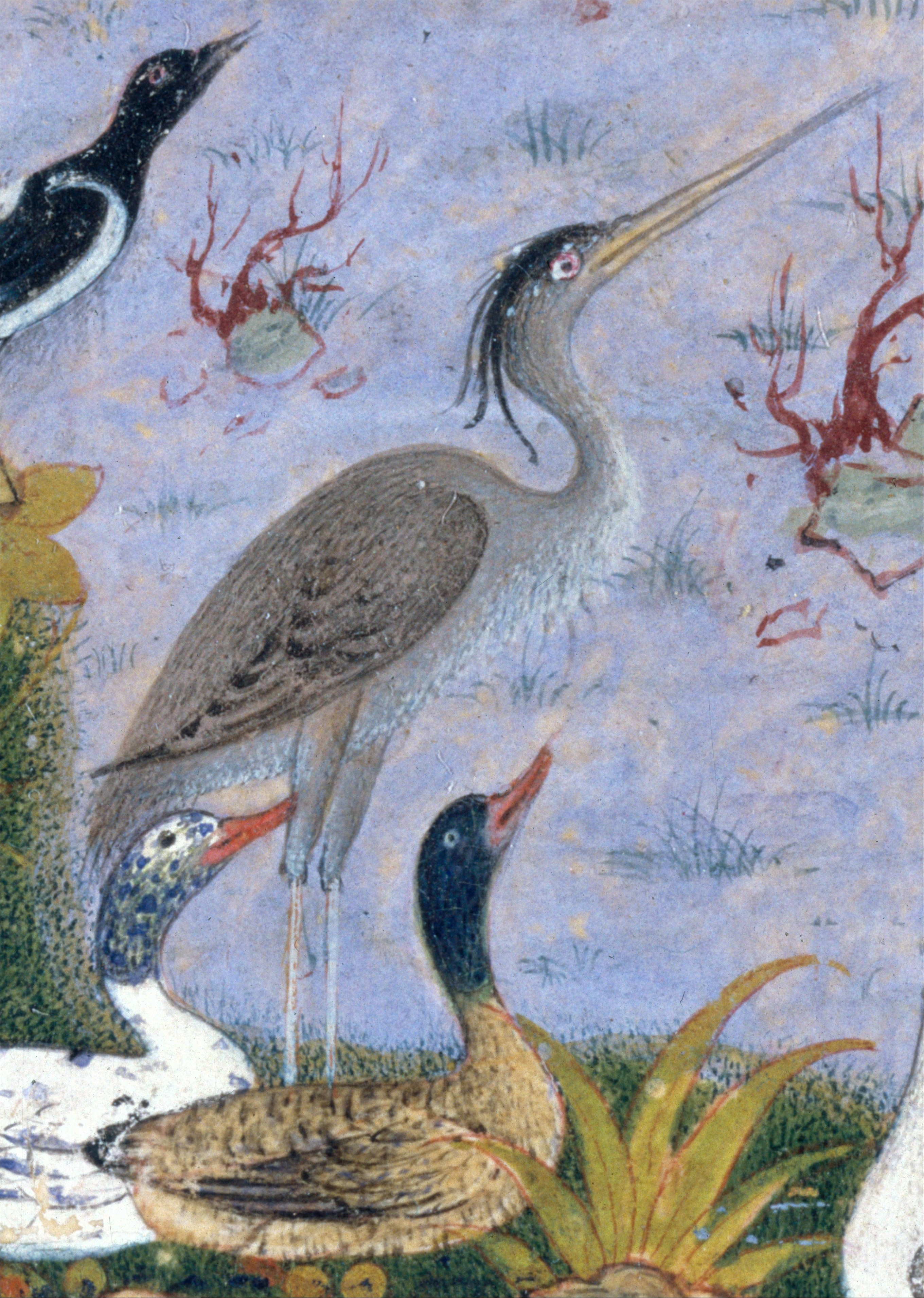
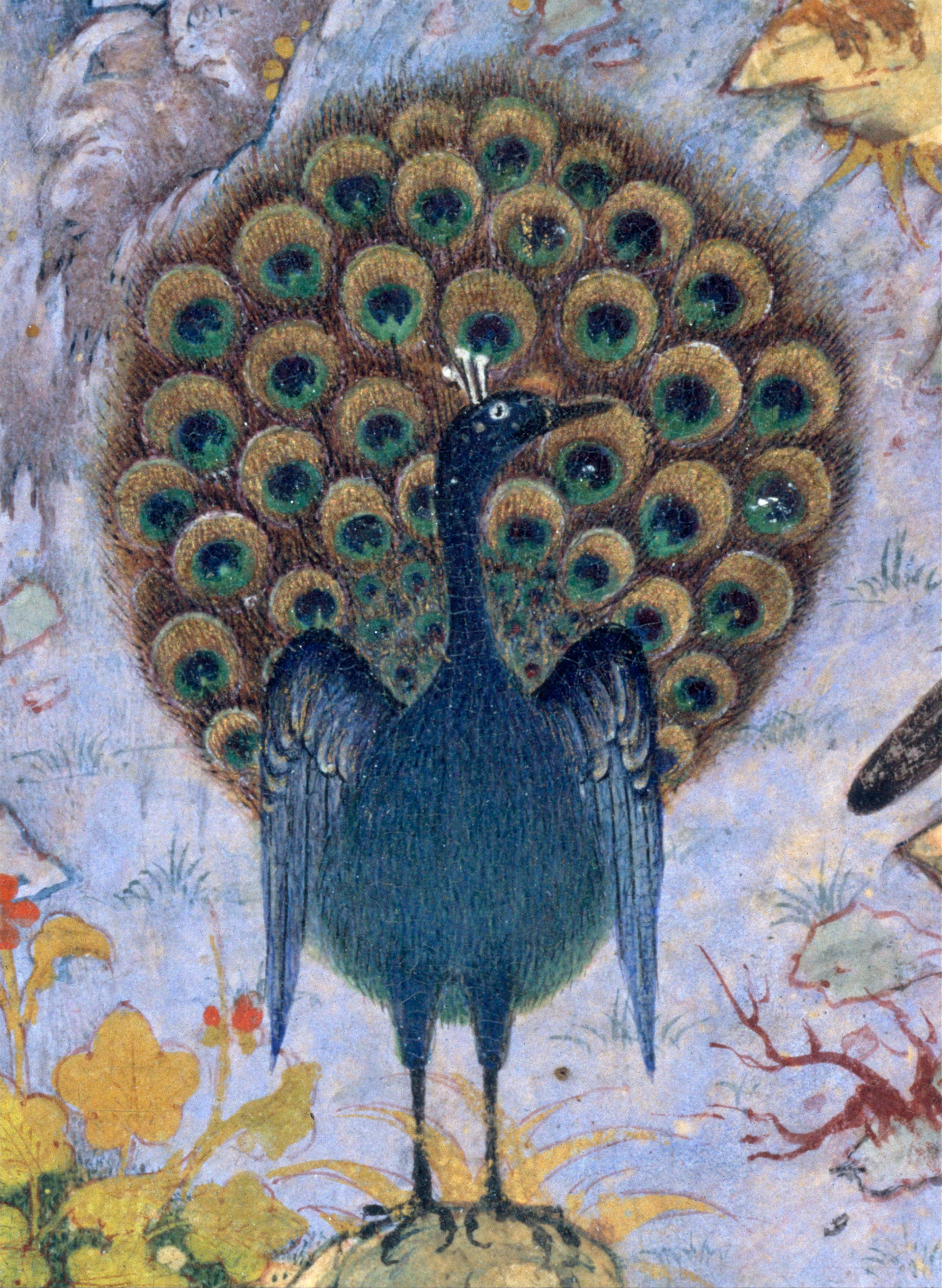

## 関連資料
- 大形里美「現代インドネシアの詩と詩人(その2)アブドゥル・ハディ氏(Abdul Hadi W.M.)の詩とイスラム神秘主義文学におけるシンボリズム(アッタールの鳥の諷喩の伝播)」『社会文化研究所紀要』第74号、九州国際大学社会文化研究所、2014年8月、33-67頁、ISSN 0287-6639、NAID 110009985933。